# Szpieg, który mnie kochał (film)
Szpieg, który mnie kochał (ang. The Spy Who Loved Me) – dziesiąty film wytwórni EON Productions o przygodach Jamesa Bonda. Film jest oparty na podstawie książki Iana Fleminga. W postać brytyjskiego agenta wcielił się po raz trzeci Roger Moore. Realizacji filmu podjął się Lewis Gilbert, reżyser który 10 lat wcześniej wyreżyserował przedostatniego Bonda z Seanem Connerym pod tytułem Żyje się tylko dwa razy. Film był nominowany do Oscara w trzech kategoriach.

## Fabuła
W niewyjaśnionych okolicznościach znikają dwie atomowe łodzie podwodne: brytyjska i rosyjska. M wzywa Bonda przebywającego na misji w Austrii. 007 w trakcie ucieczki na nartach w Austrii przed śledzącymi go agentami KGB i zabija jednego z nich. Udaje mu się ostatecznie wydostać z Austriackich Alp i wyruszyć do Londynu na wezwanie M. 007 dowiaduje się w Londynie, że do siedziby MI-6 dotarły informacje o tym, że wyciekł tajny plan kursu okrętu nuklearnego, który zaginął wraz z załogą. Plan znajduje się na mikrofilmie, w którego posiadaniu ma być pewien Egipcjanin nazwiskiem Fekesh. Bond rusza do Kairu by odzyskać mikrofilm i dowiedzieć się skąd i w jaki sposób plany znalazły się na czarnym rynku. Z identyczną misją z Moskwy rusza do Kairu agentka KGB: XXX – Anja Amasowa. Oboje spotykają się w Egipcie; nie udaje im się jednak przesłuchać Fekesha, który ginie z rąk niejakiego Buźki – olbrzyma o żelaznych szczękach. 007 i XXX ruszają za Buźką do Luksoru by odzyskać mikrofilm, po licznych perypetiach udaje się to ostatecznie Amasowej. Niespodziewanie Bond niedługo potem spotyka Amasową w ... tajnej siedzibie MI-6 w Egipcie. Okazuje się, że MI-6 i KGB połączyły siły by razem odnaleźć zaginione nuklearne okręty podwodne. Od tej chwili współpracować mają także James Bond i Anja Amasowa. Oboje wyruszają do Sardynii do siedziby Karla Stromberga, multimilionera, którego logo pojawiło się na odzyskanym przez Amasową mikrofilmie. Podając się za parę – naukowca-biologa wraz z żoną, zostają przyjęci przez pomocnicę Stromberga, piekną Naomi. Naomi wiezie oboje na spotkanie ze Strombergiem. W trakcie pobytu u Karla Stromberga Bond i XXX dowiadują się, że niedawno jego firma wodowała ogromny tankowiec o bardzo dziwnym szerokim kształcie kadłuba... Wracając z siedziby Stromberga Bond i Anja zostają zaatakowani przez jego ludzi i cudem uchodzą z życiem. Podczas ucieczki Bond uśmierca Naomi, która zmieniła się w zabójczą pilotkę helikoptera i chciała pozbawić życia parę. W ucieczce przed Naomi i innymi złoczyńcami Stromberga pomaga im najnowszy samochód Bonda Lotus Esprit, który może być także łodzią podwodną.
W hotelu na Sardynii w trakcie rozmowy okazuje się, że agent KGB, którego Bond uśmiercił w trakcie ucieczki z Austrii był narzeczonym Amasowej. Anja przysięga Bondowi, że jak tylko zakończą misję, zabije go. Tymczasem para agentów dołącza do załogi atomowej łodzi podwodnej, która ma podpłynąć blisko tajemniczego tankowca Stromberga, odkrytego na Sardynii przez XXX i 007. Zasadzka udaje się. Okazuje się, że kadłub tankowca może się otwierać i ... porywać łodzie podwodne. Wiadomo już w jaki sposób zniknęły obie poprzednie łodzie atomowe. Bond i Anja wychodzą na pokład tankowca, tam dowiadują się o prawdziwych planach Stromberga. Szaleniec chce wywołać globalną wojnę nuklearną między Stanami Zjednoczonymi i Wielką Brytanią a ZSRR. Obie porwane przez niego łodzie, mają wystrzelić pociski nuklearne, które zniszczą Nowy Jork i Moskwę. Stromberg chce poprzez wojnę nuklearną zgładzić ludzkość, po to by główne życie na Ziemi przeniosło się pod powierzchnię wody, gdzie ten ma swoją ogromną podwodną bazę Atlantis. Bondowi udaje się uwolnić członków załóg obu porwanych łodzi podwodnych i zniszczyć tankowiec. Natomiast obie łodzie skradzione przez Stromberga sterowane w tej chwili przez załogi składające się z jego ludzi, niszczą się wzajemnie pociskami nuklearnymi, które miały uderzyć w Moskwę i Nowy Jork. Niestety Anja dostaje się w ręce Stromberga i rusza z nim na Atlantis. Wyrusza za nimi Bond, który prosi wojsko o trochę czasu zanim brytyjskie rakiety zniszczą Atlantis. Bond chce uratować Anję. 007 rusza na Atlantis, ratuje Anję i pozbawia życia Stromberga. Razem z Rosjanką 007 ewakuuje się na pokładzie kapsuły ratunkowej. Misja jest zakończona, Anja może więc... zabić Bonda. Ostatecznie jednak zmienia zdanie i tonie w ramionach 007.

## Obsada
- Roger Moore – James Bond
- Barbara Bach – major Anja Amasowa
- Curd Jürgens – Karl Stromberg
- Richard Kiel – Buźka
- Bernard Lee – M
- Walter Gotell – generał Aleksy Gogol
- Lois Maxwell – panna Moneypenny
- Desmond Llewelyn – Q / major Boothroyd
- Geoffrey Keen – minister obrony Sir Frederick Gray
- George Baker – kapitan Benson
- Robert Brown – wiceadmirał Hargreaves
- Shane Rimmer – kmdr Carter
- Bryan Marshall – kmdr Talbot
- Sydney Tafler – kapitan Liparusa
- Valerie Leon – recepcjonistka w hotelu
- Caroline Munro – Naomi
- Barbara Jefford – Naomi (głos)
- Vernon Dobtcheff – Max Kalba
- Nadim Sawalha – Aziz Fekkesh
- Milton Reid – Sandor
- Olga Bisera – Felicca
- Edward de Souza – szejk Hosein
- Cyril Shaps – dr Bechmann
- Milo Sperber – prof. Markovitz
- Marilyn Galsworthy – asystentka Stromberga
- Michael Billington – Siegiej Barsow
- Sue Vanner – Martine Blanchaud
- Eva Rueber-Staier – panna Rublewicz

## Galeria zdjęć

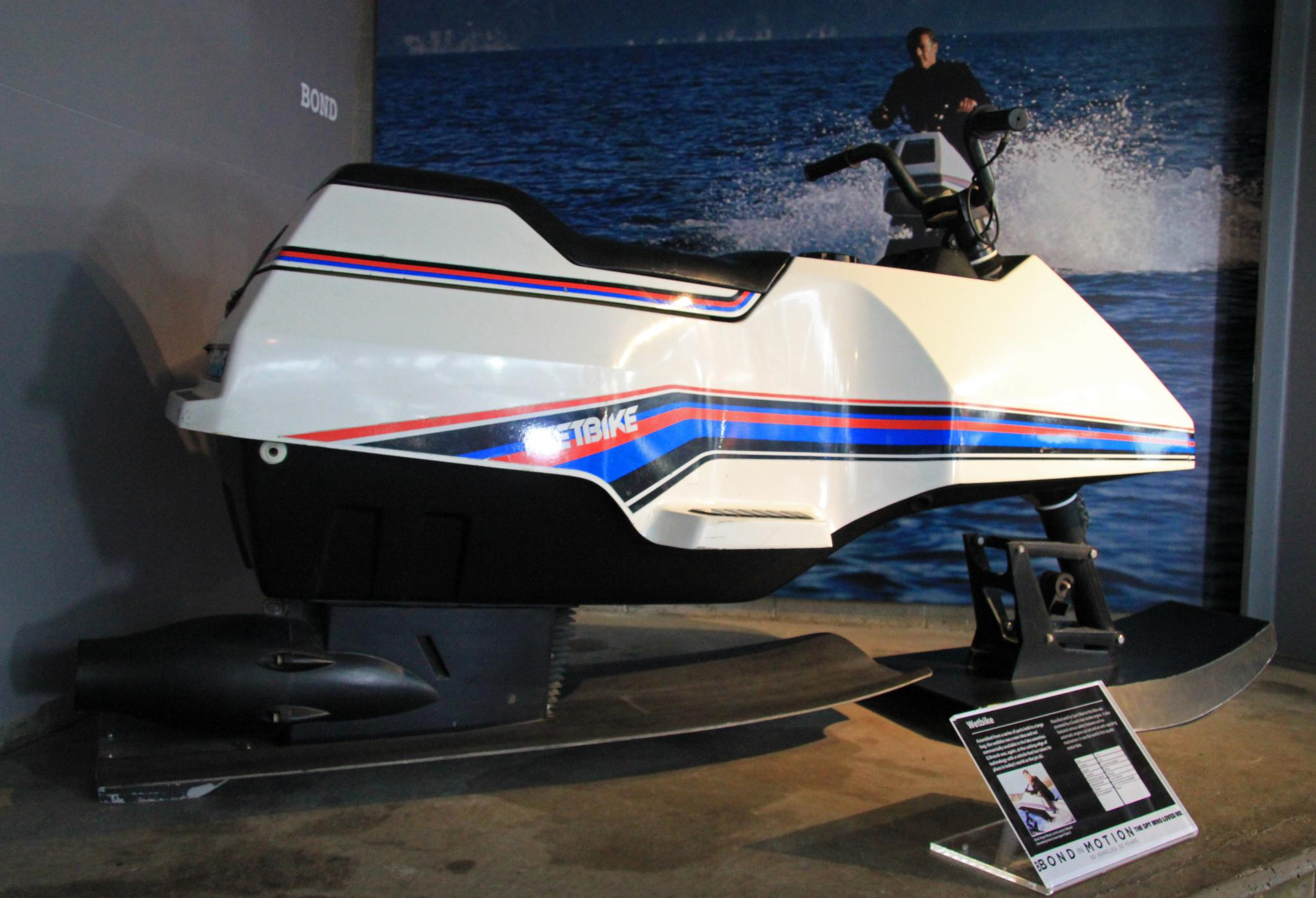
Skuter wodny – jeden z pojazdów Bonda w filmie.
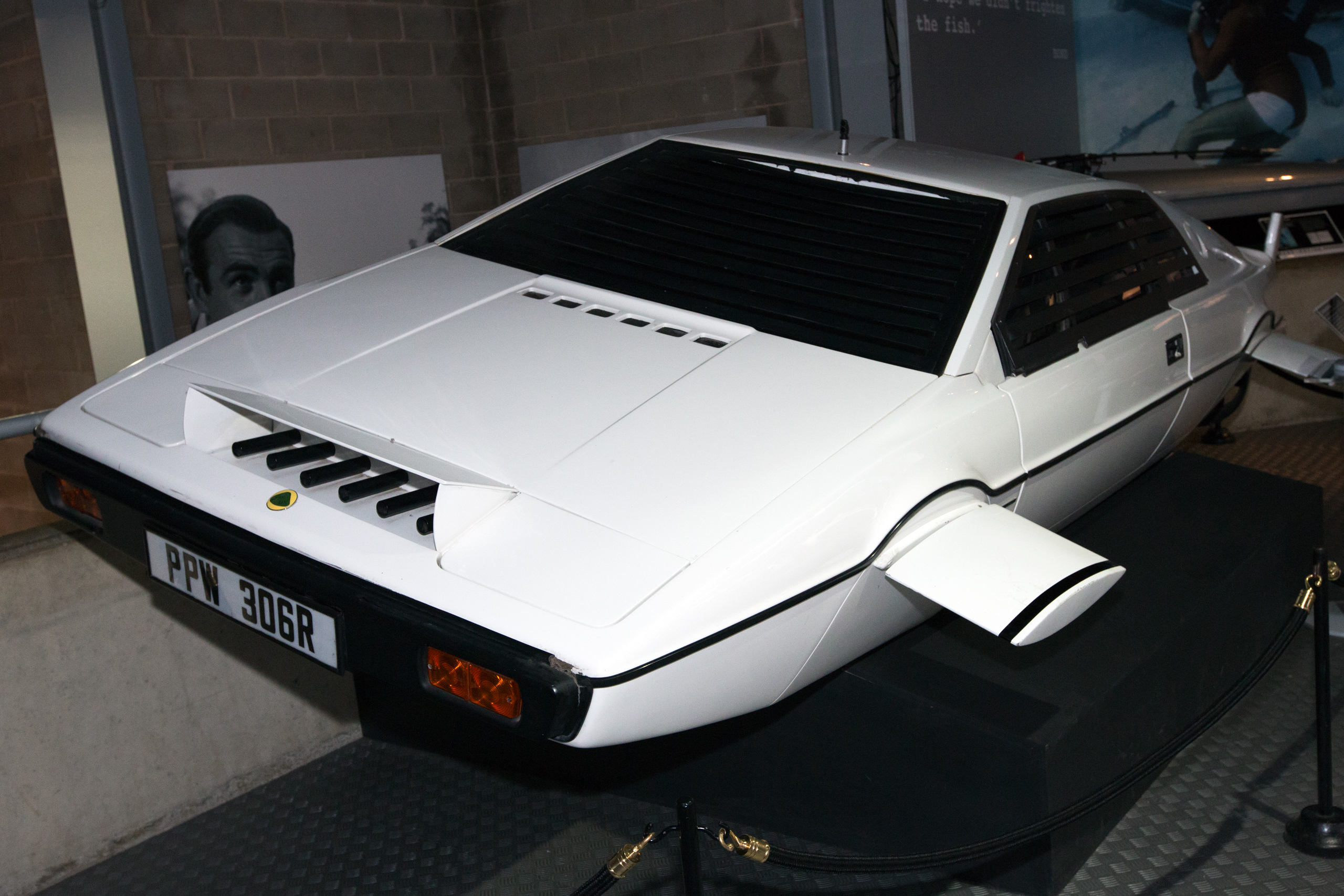
Lotus Esprit – samochód Bonda użyty w filmie.